# 유준성
유준성(1984년 11월 17일 ~ )은 대한민국의 싱어송라이터이자 프로듀서로, 음악 그룹 DOZ(디오지)의 멤버이다.

## 개요
유준성은 고교생부터 멤버 이기욱과 같이 활동을 시작하여, KBS 전국노래자랑 최우수상, MBC 팔모모창대회 대상 등을 수상하며 컨테스트에서 우승하였다.
앨범 작업 중 유준성은 KBS2 남자의 자격 - 합창단 편에서 합창단원으로 데뷔를 한다. 그러던 도중, 가이드곡으로 만들었던 아리가또고자이마스를 뮤직비디오를 촬영한 후 YouTube 조회수가 150만이 넘는 인기 동영상이 되어 싱글을 발매하게 된다. 이 곡으로 큰 인기를 얻은 DOZ는 뒤이어 두 번째 싱글 다른여자 만나니까 좋더라를 발표했다. 이 앨범의 타이틀곡인 다른여자 만나니까 좋더라의 뮤직비디오는 아리가또 고자이마스와 마찬가지로 DOZ가 직접 제작하였다. 또한, 이때 일본의 유명 메이저 회사인 avex와 계약후 일본진출을 했으며, 막걸리 CF촬영(이동재팬 '닛코리 막걸리')과 각종 버라이어티 프로그램 출연, 일본 가수들과의 공연등 일본에서 여러면에서 두드러지는 활동을 보여준다. 그리고 DOZ는 한국으로 귀국해 정규1집 첫경험을 발매했다. 타이틀곡 야호를 통해 그들은 공중파에 데뷔한다.
2011년 소속사, SniperSound와 결별한 뒤 네오위즈인터넷과 계약을 맺고 스텝밟어를 시작으로 한달에 앨범 1개씩을 내겠다는 목표로 앨범을 계속 발매하고 있다
2013년 무소속으로 있던 중 아웃사이더가 사장으로 있는 아싸 커뮤니케이션에 들어가게 되었다.
하지만 2015년 2월 계약이 만료. 결별 후 "DOZ STUDIO"라는 레이블을 만들어 미니앨범 [DOZISM] 을 시작으로 지금까지 독립적으로 활동중이다.

- 솔로 앨범
2016.04.04 / Digital Single [ 벚꽃 따위 ]
2016.06.16 / Digital Single [ Hate You ]
2016.11.28 / Digital Single [ 귀찮아 (Lazy) ]
2017.11.02 / 정규 [I HOPE SO]

2018.03.22 / Digital Single [봄마다]
- 참여 앨범
2013.08.31 / KBS2 불후의 명곡 - 전설을 노래하다 [오빠특집 1탄 전영록 편] "사랑은 연필로 쓰세요 아웃사이더 & 레인보우 재경" 편곡

2016.05.02 / 팻두 [미안해 나의 공주님] 작곡
2016.05.11 / JTBC 투유 프로젝트 - 슈가맨 Part.30  "마마무 - 섹시한 남자"  편곡
2016.06.01 / 팻두 [내가 보내는 카톡이] 편곡
2016.07.01 / 장문복 [힙통령] 작곡, 편곡
2016.07.27 / 팻두 [고장난 태엽 곰돌이] 작곡, 편곡, 믹스
2016.09.16 / SBS Mobidic [한곡만 줍쇼] "파이브스타 (조세호,양세찬,이용진,남창희,이진호) - Go" 편곡
2016.11.08 / 팻두 [사람을 죽여드립니다] 작곡, 편곡,
2016.11.10 / 아웃사이더 [카악 퉤] 작곡, 편곡
2016.11.17 / 장문복 [췍] 작곡, 편곡
2016.12.02 / 팻두 [광화문에 간 불사신] 작곡, 편곡
2016.12.21 / 이기욱 [사막] 작곡, 편곡 , 믹스 ,마스터

2017.05.15 / 팻두 [새우잡이 배] 편곡
2017.07.18 / 팻두 [진짜 나쁜년] 믹스, 마스터
2017.12.07 / 팻두 [거인 2화] 믹스, 마스터

2018.03.06 / 장문복 [장문복 1st Mini Album `Peeps`] RED (With 윤희석 & 소지혁) 작곡, 편곡, 코러스
2018.06.09 / Mnet [더 콜 (The Call ) 세번째 프로젝트] "김종국, UV - 풀어" 작곡,편곡
2018.07.27 / 라이크포엠, 팻두 [아사달과 아사녀] 편곡
2018.08.21 / 팻두, 다은 [그 여자의 사정] 편곡
2018.11.19 / UV [얼마까지 보고 오셨어요?] 작곡, 편곡
2018.12.22/ 채널A [배다해 X Hiss X 울랄라 세션 - Hallelujah' + 'Feliz Navidad] 보컬 에디팅

2019.01.19 / 채널A [뮤지 X 배다해 X 파라다이스 X H-has X Hiss, 손에 손잡고 + 걱정 말아요 그대] 보컬 에디팅
2019.02.28 / SUV (신동&UV) [치어맨 (Cheer Man) - SM STATION] 작곡
2019.03.02 / KBS 유희열의 스케치북 [뮤지] 보컬 에디팅
2019.03.03 / SBS 집사부일체 [유세윤 편 집사부일체 광고] 보컬 에디팅
2019.04.06 / UV [미세초] 작곡, 편곡
2019.09.12 / UV [저 세상 텐션] 작곡, 편곡
2019.07.13 / Mnet "더 콜 (The Call 2) Final 프로젝트" UV, 노을, 딘딘, 엔플라잉(N.Flying) [재껴라] 작곡, 편곡
2019.08.02 / 터브이 [빠지러] 작곡, 편곡
2019.10.19 / MBC 놀면 뭐하니? "유플래쉬" UV, 어반자카파 [THIS IS MUSIC] 작곡, 편곡
2019.11.06 / tvN 플레이어 "뽕짝스타K 편" 결승전 7곡 전곡 편곡

2020.01.04 / jtbc "투유프로젝트 - 슈가맨3 EPISODE.5" UV [아빠와 함께 뚜비뚜바 (EDM Ver.)] 작곡, 편곡
2020.01.24 / MBC 2020 설특집 "아이돌스타 선수권대회" UV, 한기범 [국민체조 EDM Ver.] 편곡
2020.01.30 / 이지혜 [긴가민가] 작곡, 편곡
2020.02.15 / 빌드업 (BLDP) [꿈나라 (Dream Land)] 작곡, 편곡

## 같이 보기
- DOZ (디오지)
- 이기욱(가수)